# أردكلو (مرند)
أردكلو هي قرية في مقاطعة مرند، إيران. عدد سكان هذه القرية هو 3,892 في سنة 2006.